# Sévigny-Waleppe
Sévigny-Waleppe ist eine französische Gemeinde mit 222 Einwohnern (Stand 1. Januar 2022) im Département Ardennes in der Region Grand Est; sie gehört zum Arrondissement Rethel und zum Kanton Château-Porcien.

## Geographie
Sévigny-Waleppe besteht aus den Ortsteilen Sévigny und Waleppe, das 2,3 Kilometer nordöstlich von Sévigny liegt. Sévigny wurde früher auch Sévigny-en-Thiérache genannt.
Das Gemeindegebiet wird vom Fluss Barres durchquert.

## Bevölkerungsentwicklung
| Jahr      | 1962 | 1968 | 1975 | 1982 | 1990 | 1999 | 2007 | 2016 |
| Einwohner | 309  | 373  | 334  | 303  | 269  | 257  | 253  | 228  |

## Sehenswürdigkeiten
- Kirche Saint-Leu (13. Jahrhundert, Monument historique)
- Burg (1391, 1573–1606 bzw. 1690)